# Маргарет Даррелл
Маргарет «Марго» Ізабель Мейбл Даррелл (англ. Margaret «Margo» Isabel Mabel Durrell, 4 травня 1919, Джаландхар, Пенджаб, Британська Індія — 16 січня 2007, Борнмут, Дорсет, Велика Британія) — молодша сестра письменника Лоренса Даррелла, старша сестра письменника-анімаліста Джеральда Даррелла: найбільш відома як персонаж його трилогії «Моя родина та інші звірі» (1956), «Птахи, звірі і родичі» (1969) та «Сад богів» (1978). Авторка автобіографічної книги «Що сталося з Марго? (51-й дім)» (1995).

## Біографія
Народилася в Британській Індії, росла в Індії та Англії. 1935 року разом з матір'ю та братами Леслі і Джеральдом оселилася на Корфу, куди раніше перебрався старший брат Лоренс зі своєю першою дружиною-художницею Ненсі Майєрс. Її мати, Леслі і Джеральд повернулися до Англії з початком Другої світової війни, та Марго вирішила залишитися на острові й оселилася в сільському котеджі з місцевими друзями.
1939 року вона познайомилася з пілотом Королівських ВПС Джеком Брізом, який служив на острові. Він переконав її, що лишатися на Корфу небезпечно, й вони разом виїхали до Південної Африки, одружилися в 1940 році й до кінця війни жили в Південній Африці. Потім перебралися в Борнмут, у них народилося двоє синів — Джеральд і Ніколас.
Після розлучення з чоловіком, Марго, отримавши свою частку батькової спадщини, придбала великий дім навпроти будинку своєї матері, перетворивши його на пансіонат. Саме тут, у дворі, спочатку розміщалася зоологічна колекція Джеральда Даррелла. Пізніше Марго мала недовгий шлюб з музикантом Малкольмом Дунканом. Потім деякий час працювала на грецькому круїзному судні, що курсувало Карибським морем (цю роботу вона знайшла, прочитавши оголошення в газеті).
Її автобіографічна книга «Що сталося з Марго? (51-й дім)» — це гумористична розповідь про її досвід як власниці пансіонату в Борнмуті наприкінці 1940-х років, в якій також повідомляються обставини життя членів їхньої родини після повернення з Корфу. Книгу було написано в 1960-х роках, та рукопис було знайдено майже 40 років потому на горищі її онукою й опубліковано 1995 року.
Маргарет Даррелл-Дункан померла 16 січня 2007 року у Борнмуті в 87-річному віці.

## Кіновтілення
- 1987 — в мінісеріалі «Моя родина та інші звірі» роль Марго виконала Сара-Джейн Холм.
- 2005 — в телефільмі «Моя родина та інші звірі» у ролі Марго — Тамзін Мерчант.
- 2016—2019 — в телесеріалі «Даррелли» роль Марго виконала Дейзі Вотерстоун.